# 三井住友海上プライマリー生命保険
三井住友海上プライマリー生命保険株式会社（みついすみともかいじょうぷらいまりーせいめいほけん）は、日本の生命保険会社。MS&ADインシュアランスグループホールディングスの100%子会社。

## 概説
三井住友海上とシティグループの合弁会社「三井住友海上シティインシュアランス生命保険株式会社」として、2002年9月に生命保険事業免許を取得し、同年10月1日に営業を開始。その後、2005年7月、シティグループ本社が保険事業から撤退し、事業をメットライフに売却したため、三井住友海上とメットライフの合弁会社となり、同年10月に三井住友海上メットライフ生命保険株式会社へ商号変更した。三井住友海上は2008年4月に持株会社制に移行、同年7月に当社株式を譲渡したため、持株会社・三井住友海上グループホールディングスの子会社となった。さらに、2010年4月、親会社の三井住友海上グループホールディングスはあいおい損保・ニッセイ同和損保との経営統合によりMS&ADインシュアランスグループホールディングス株式会社に商号変更している。
2010年3月、メットライフはAIGの生保子会社・アメリカン・ライフ・インシュアランス・カンパニー（アリコ）を買収。日本にはアリコジャパン（アリコ日本支社）を軸に本格進出する方針として、MS&ADとの合弁契約を解消。当社はMS&ADの完全子会社となり、三井住友海上プライマリー生命保険株式会社に商号変更した。

## 沿革
- 2001年（平成13年）9月 - シティ・インシュランス・サービス株式会社設立。
- 2002年（平成14年）7月 - 三井住友海上シティインシュアランス生命保険株式会社に商号変更。
- 2005年（平成17年）
  - 7月 - 三井住友海上とメットライフ・インクの合弁会社に移行。
  - 10月 - 三井住友海上メットライフ生命保険株式会社に商号変更。
- 2011年（平成23年）4月 - MS&ADインシュアランスグループホールディングスが完全子会社化し、三井住友海上プライマリー生命保険株式会社に商号変更。

## 主な商品
- 外貨建定額終身保険
  - しあわせ、ずっと
  - たのしみ、ずっと
- 変額終身保険
  - かがやき、つづく
- 通貨選択型定額個人年金保険
  - みらい、そだてる